# Orne (Belgique)
Pour les articles homonymes, voir Orne.
L'Orne est une petite rivière de Belgique, affluent de la Thyle et donc sous-affluent de l'Escaut par la Dyle et le Rupel. 

## Géographie

### Source
L'Orne prend sa source au Nord de la ville de Gembloux, près de la chaussée romaine et de la ferme de Bertinchamps, à la limite de la commune de Chastre. Elle accueille ensuite successivement différents petits ruisseaux (Rys) : la Joncquière, l'Ardenelle, l'Ernage, le Ry de Perbais, le Ry d'Almez, le Ry des Lovières, le Nil, le Ry de Corbais, le Ry de la Fontaine au Corbeau, la Houssière, le Ruisseau de l'Ornoy, le Ry de Beaurieux, le Ry Glorie, pour finalement se jeter dans la Thyle à Court-Saint-Etienne. Les familiers de la région auront reconnu dans cette énumération des affluents de l'Orne nombre de rues, de hameaux ou de villages traversés (Ardenelle, Ernage, Perbais, rue d'Almez, rue des Lovières, Nil-Saint-Vincent, Nil-Saint-Martin, Blanmont, Nil-Pierreux, Hévillers, Mont St Guibert, Beaurieux...)

### Trajet
Il traverse les villages de Cortil, Noirmont où il est bordé de nombreux saules têtards, Chastre où il fait seulement un mètre de large mais s'élargit peu à peu pour atteindre presque deux mètres, Blanmont, Mont-Saint-Guibert et Beaurieux pour un parcours de 18 km. 
À Blanmont, peu après son confluent avec le Nil, il reçoit les eaux d'une station d'épuration de l'intercommunale du Brabant wallon (inBW). 
L'Orne est le principal affluent de la Thyle.
L'Ernage est un petit ruisseau, affluent de l'Orne. Il passe par la rue Try des Rudes pour rejoindre le village.

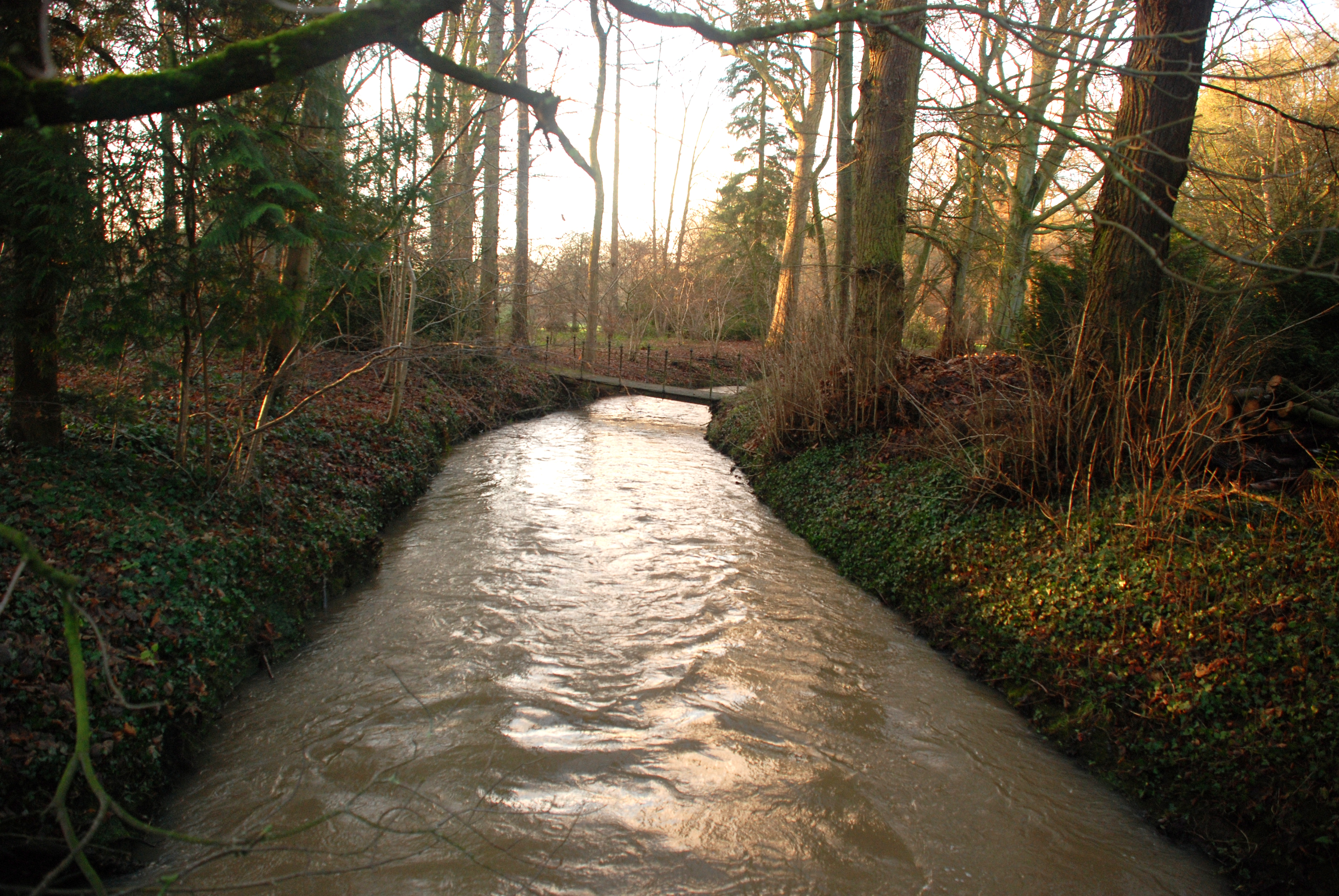
L'Orne à Court-Saint-Étienne.